# Pașa Hassan
Pașa Hassan este o baladă cultă scrisă de George Coșbuc. Este o baladă care evocă episodul luptei de la Călugăreni dintre oștirea română și cea otomană, pe parcursul a 12 strofe, acestea având versuri inegale ca întindere.
Balada surprinde în principal momentul de apogeu al luptei și anume confruntarea directă dintre Mihai Viteazul și căpetenia otomană Pașa Hassan.

## Mesajul operei
Autorul reînvie personalitatea istorică și legendară a lui Mihai Viteazul, evocând momente de măreție națională. Antiteza dintre cele două personaje individuale (Mihai Vodă Viteazul și Pașa Hassan) se naște și din felul în care ele se implică în luptă: curajul și măreția lui Mihai Viteazul, în contrast cu lașitatea lui Hassan, care nu îndrăznea să se apropie de câmpul de luptă, poruncind prin Mihnea, un mesager.

## Planul de idei
Acțiunea este structurată pe momentele subiectului (expozițiunea, intriga, desfășurarea acțiunii, punctul culminant, deznodământul).
1. Monumentalitatea voievodului.
2. Scene dramatice de pe câmpul de luptă / Ipostază ridicolă în care este surprins Pașa
3. Atacul turcilor comandat de la distanță de Pașa
4. Curajul si elanul voievodului român
5. Coșmarul și dezorientarea Pașei
6. Furia, curajul și demnitatea de care dă dovadă voievodul
7. Groaza Pașei
8. Portretul domnitorului român văzut prin ochii înspăimântați ai Pașei
9. Fuga desnădăjduita a Pașei și lașitatea in fața pericolului
10. Sentimentul de ușurare al Pașei, victoria lui Mihai
11. Mihai, un domnitor de temut, ironia autorului în fața Pașei Hassan